# フランシス・ヘイマン
フランシス・ヘイマン（Francis Hayman RA 、1708年 – 1776年2月2日）はイギリスの画家、イラストレーターである。ロイヤル・アカデミー・オブ・アーツの創立メンバーの一人である。

## 略歴
デヴォン州のエクセターで生まれた。ロンドンのドルリー・レーンの劇場の舞台美術家として美術の道に入った。この劇場では俳優として端役も務めた。その後、セント・マーティンズ・レーン(St Martin's Lane)に工房を開いて画家として活動した。ロンドンの遊園地、ヴォクスホール・ガーデンズの売店の装飾や肖像画や歴史画を描いて画家として知られるようになった。
トマス・ハンマー卿が1740年に編集した『シェイクスピア全集』に31点の挿絵を描き、リチャード三世を演じるデイヴィッド・ギャリックといったシェークスピア劇を演じている同時代の有名な俳優の絵を描いた。サミュエル・リチャードソンの小説、『パミラ、あるいは淑徳の報い』やジョン・ミルトンの『失楽園』と『復楽園』、トバイアス・スモレットの翻訳による『ドン・キホーテ』などの有名な作品の挿絵も描いた。
ヴォクスホール・ガーデンズの所有者になったジョナサン・タイヤーズ (Jonathan Tyers) の依頼で、公園内に展示するイングランドの歴史を描いた大きなサイズの作品も制作した。
弟子にはメーソン・チェンバーリン(Mason Chamberlin)、ナサニエル・ダンス＝ホランド(Nathaniel Dance-Holland)、ジョン・トーマス・シートン(John Thomas Seton)、レミュエル・フランシス・アボット(Lemuel Francis Abbott)らがいて、またトマス・ゲインズバラにも強い影響を与えた。
ジョシュア・レノルズとともに、1760年代のはじめに、イギリス芸術家協会(Society of Artists of Great Britain)を設立し、これを母体に1768年にロイヤル・アカデミー・オブ・アーツが設立され、ヘイマンはアカデミーの初代の司書を務めた。

## 作品

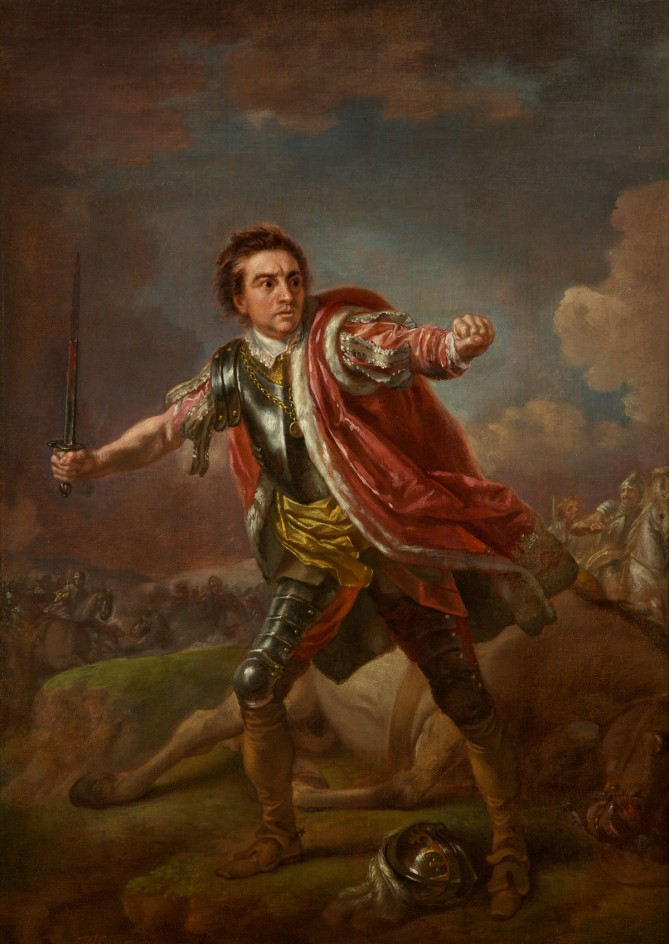
リチャード三世を演じるデイヴィッド・ギャリック
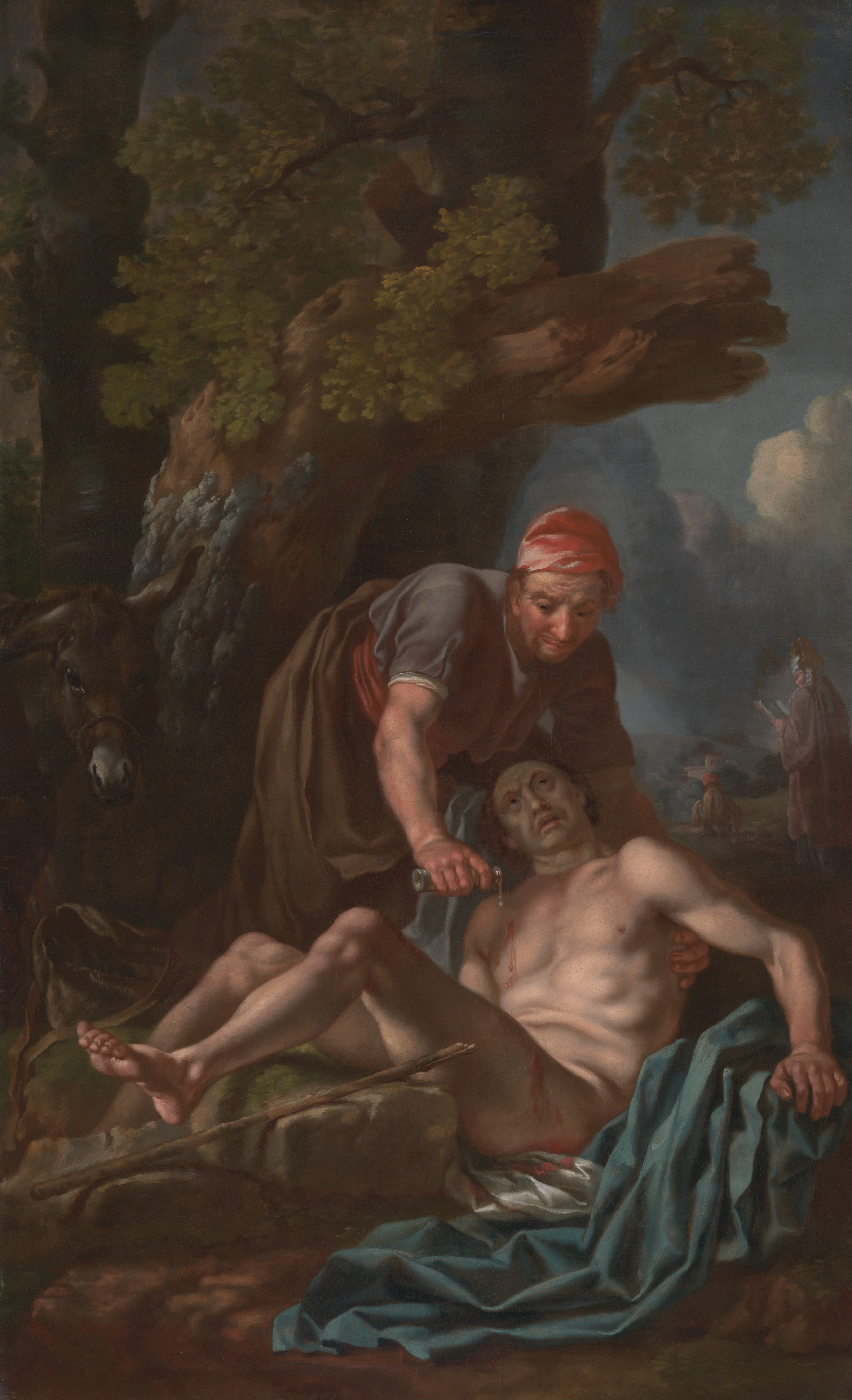
善きサマリア人
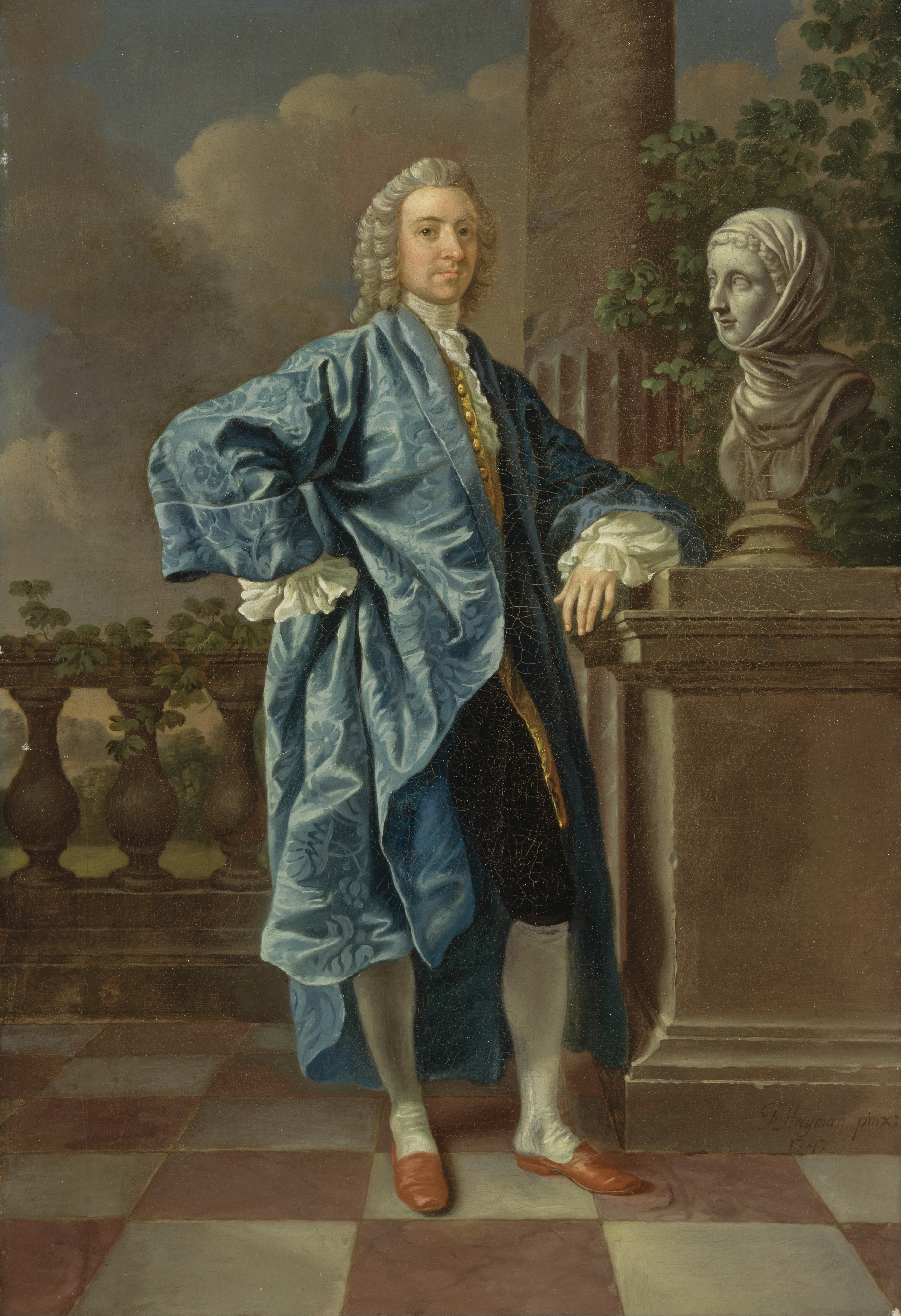
肖像画
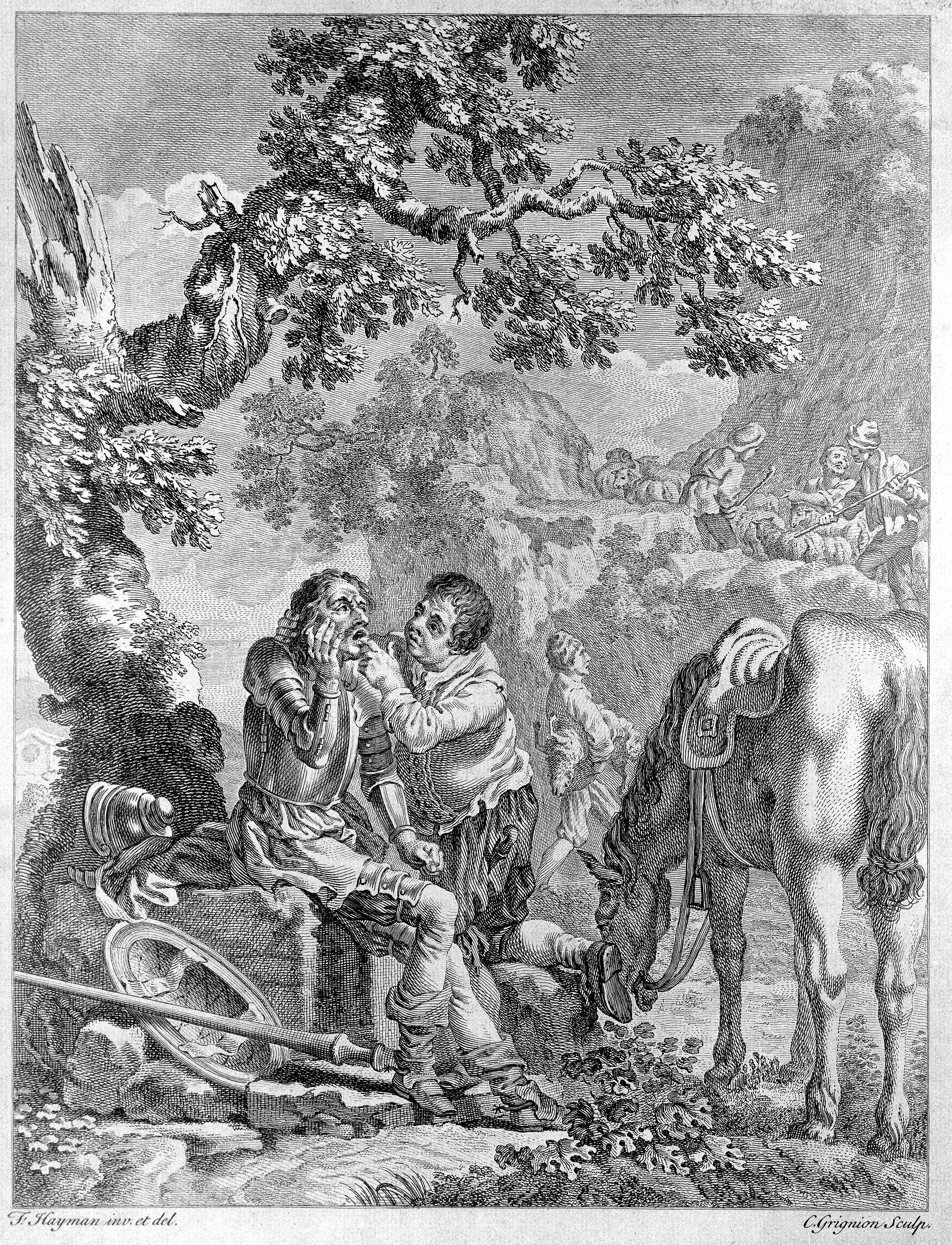
ドン・キホーテ挿絵

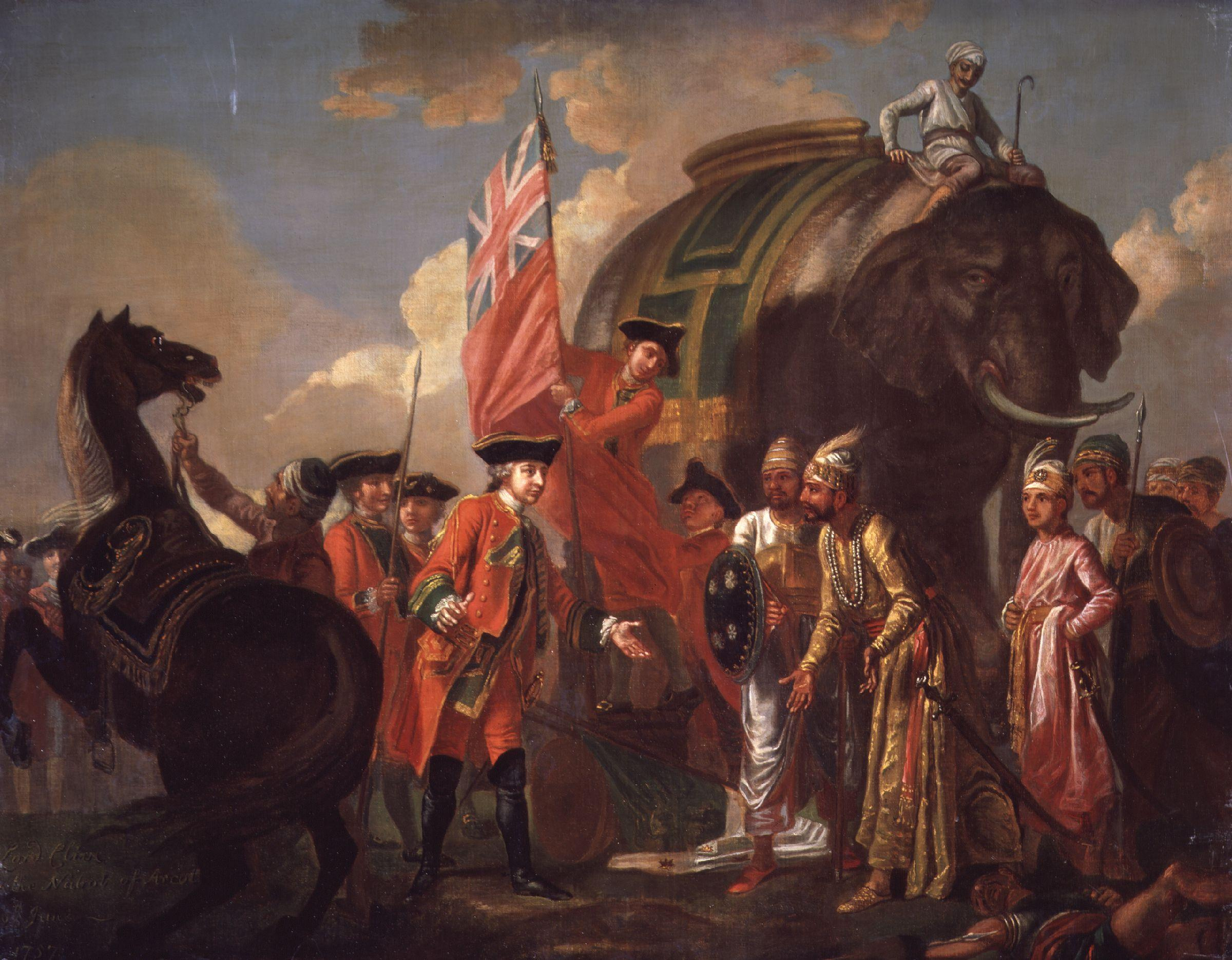
プラッシーの戦いの後、ミール・ジャアファルと面会するロバート・クライヴ
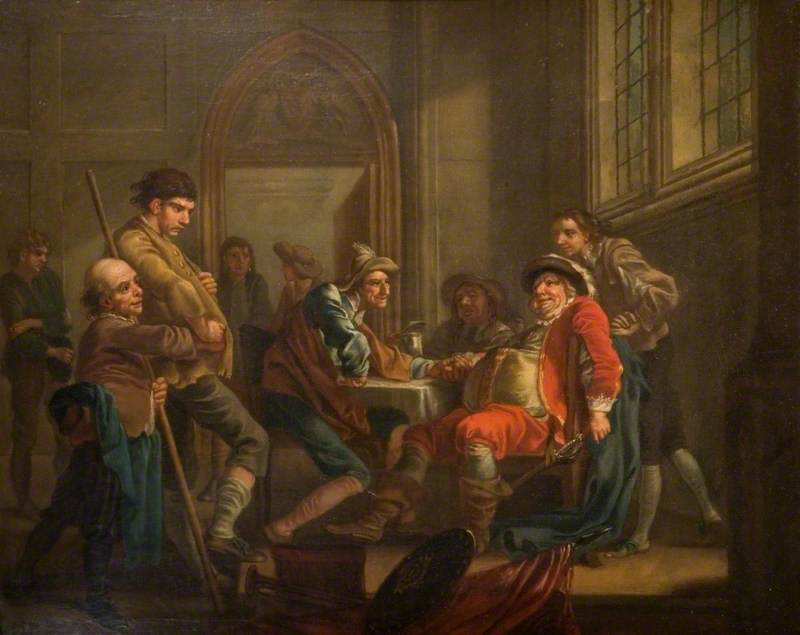
フォルスタッフ
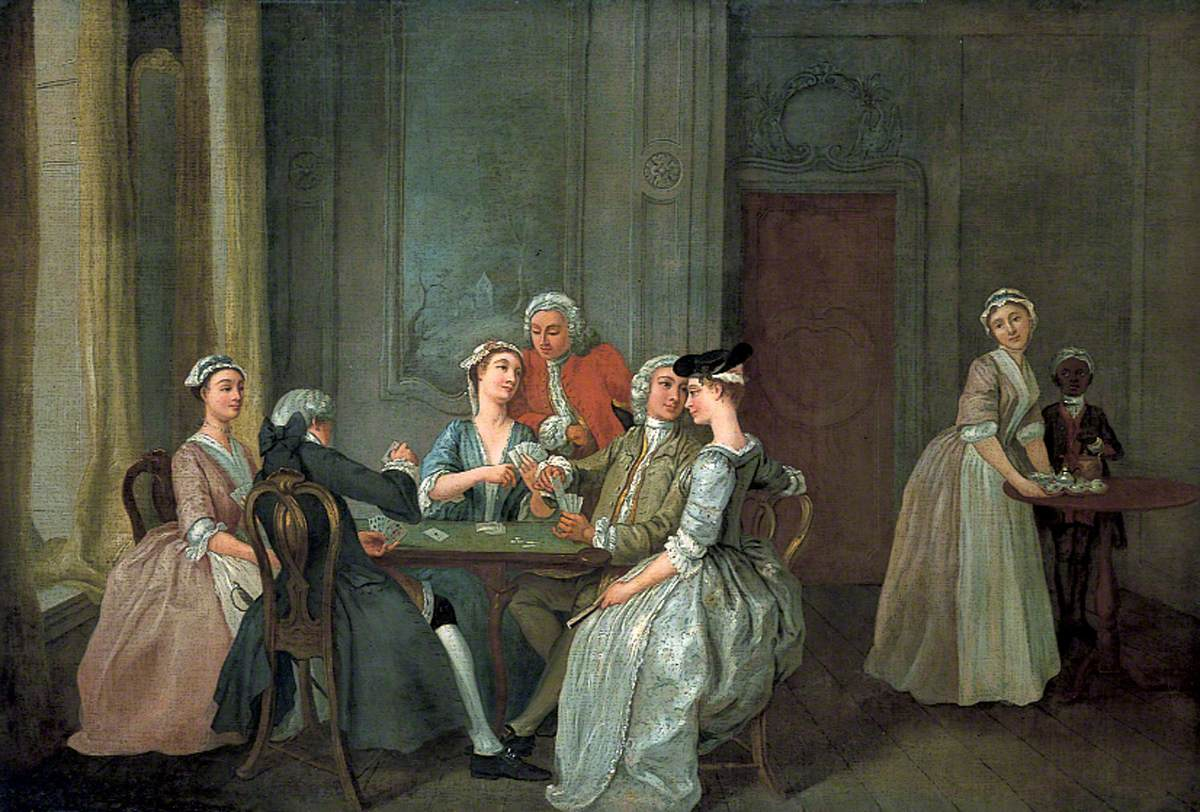
「カドリール」で遊ぶ男女